# Monkey Shoulder

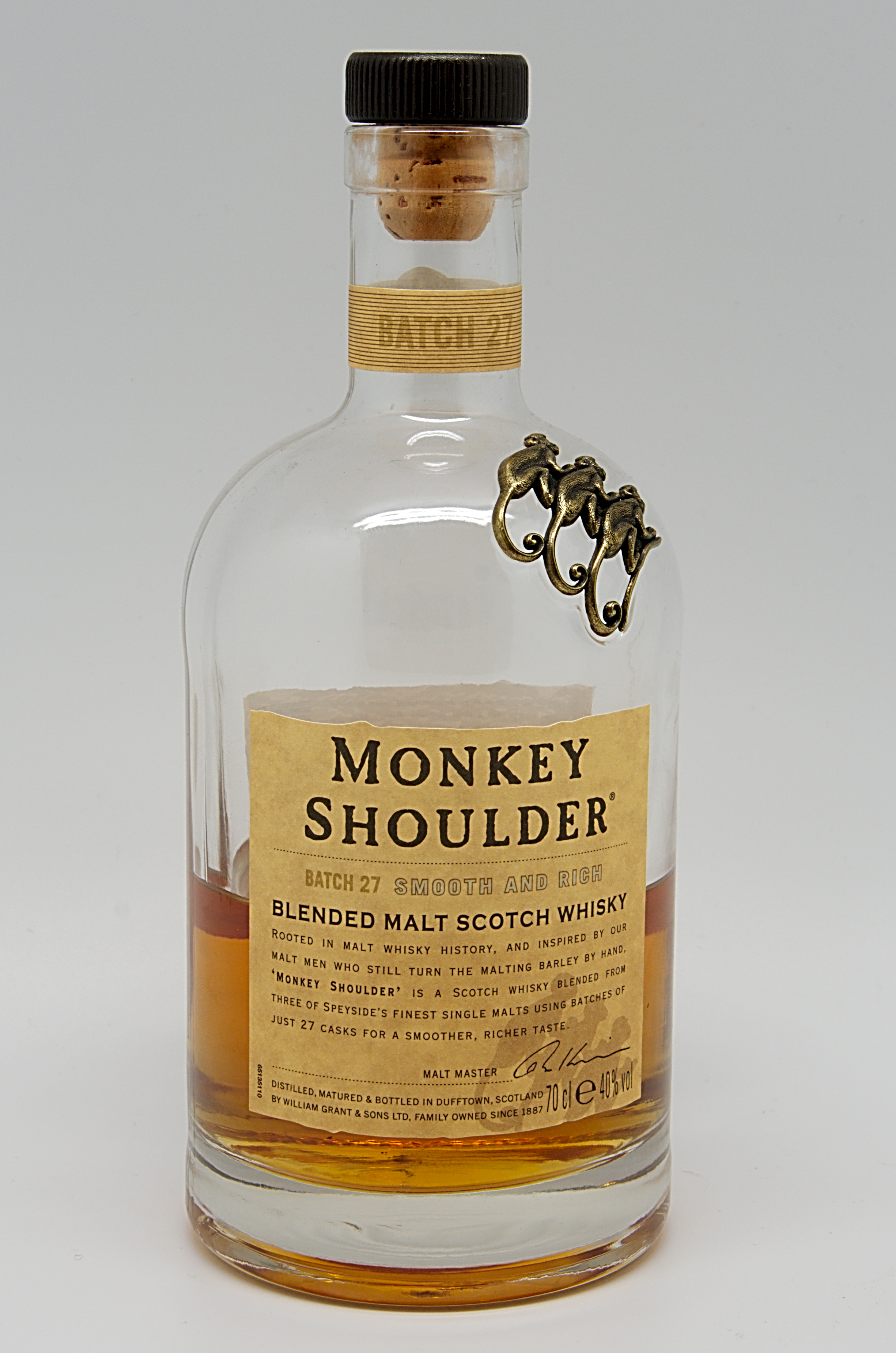
Monkey Shoulder.

Monkey Shoulder est une marque de blended malt whisky produit à la distillerie de Kininvie en Écosse. Plus précisément, il s'agit d'un mélange triple malt issu des whisky distillés aux distilleries Glenfiddich, Balvenie et Kininvie appartenant toutes à William Grant & Sons.
Le nom monkey shoulder (« épaule de singe ») est un hommage aux ouvriers des distilleries qui pouvaient souffrir d'une maladie (rhumatisme) liée à des gestes répétitifs (comme remuer l'orge à l'aide d'une pelle dans les aires de maltage).